# Husares
Husares é uma localidade do partido de Carlos Tejedor, da Província de Buenos Aires, na Argentina.